# John W. Donahey
John William Donahey (* 26. August 1905 in New Philadelphia, Ohio; † 2. März 1967 in Columbus, Ohio) war ein US-amerikanischer Politiker. Zwischen 1959 und 1963 war er Vizegouverneur des Bundesstaates Ohio.

## Werdegang
John Donahey war der Sohn von Gouverneur A. Victor Donahey (1873–1946). Über seine Kindheit und Jugend gibt es in den Quellen keine Angaben. Sicher ist, dass er zumindest zeitweise in der Stadt Alliance lebte. Er wurde Mitglied der Demokratischen Partei. Im Juli 1960 nahm er als Delegierter an der Democratic National Convention in Los Angeles teil, auf der John F. Kennedy als Präsidentschaftskandidat nominiert wurde.
1958 wurde Donahey an der Seite von Michael DiSalle zum Vizegouverneur von Ohio gewählt. Dieses Amt bekleidete er zwischen 1959 und 1963. Dabei war er Stellvertreter des Gouverneurs und Vorsitzender des Staatssenats.  John Donahey war mit Gertrude Walton (1908–2004) verheiratet, die zwischen 1971 und 1983 Finanzministerin des Staates Ohio war. Er starb am 2. März 1967 in Columbus.